# Carl Theodor Albrecht
Carl Theodor Albrecht, nemški astronom, * 30. avgust 1843, Dresden, Kraljevina Saška, † 31. avgust 1915, Potsdam, Nemško cesarstvo.

## Življenje in delo
Albrecht je študiral na Politehniki v Dresdenu in nato astronomijo v Leipzigu.
Svoje raziskave je usmeril na področje geodezije, ki ji je posvetil večino svojega poklicnega življenja. Raziskoval je tudi problem spremembe zemljepisne širine na podlagi dela Setha Carla Chandlerja mlajšega, ki je leta 1891 odkril pojav proste precesije Zemljine vrtilne osi pri nebesnem polarnem gibanju, Chandlerjevo kolebanje.

### Osmrtnice
- AN 201 (1915) 269/270 (nemško)
- MNRAS 76 (1916) 282 (angleško)